# Auguste Goethals
Pour les articles homonymes, voir Goethals.
Auguste Goethals, né à Turin le 17 janvier 1812 et mort à Bruxelles le 30 décembre 1888, est un général et ministre de la Guerre belge. Il porte le titre de baron de par son père, Charles Goethals, anobli par lettres patentes reçues du roi des belges Léopold Ier, le 31 mai 1845.

## Biographie

### Origines et vie privée

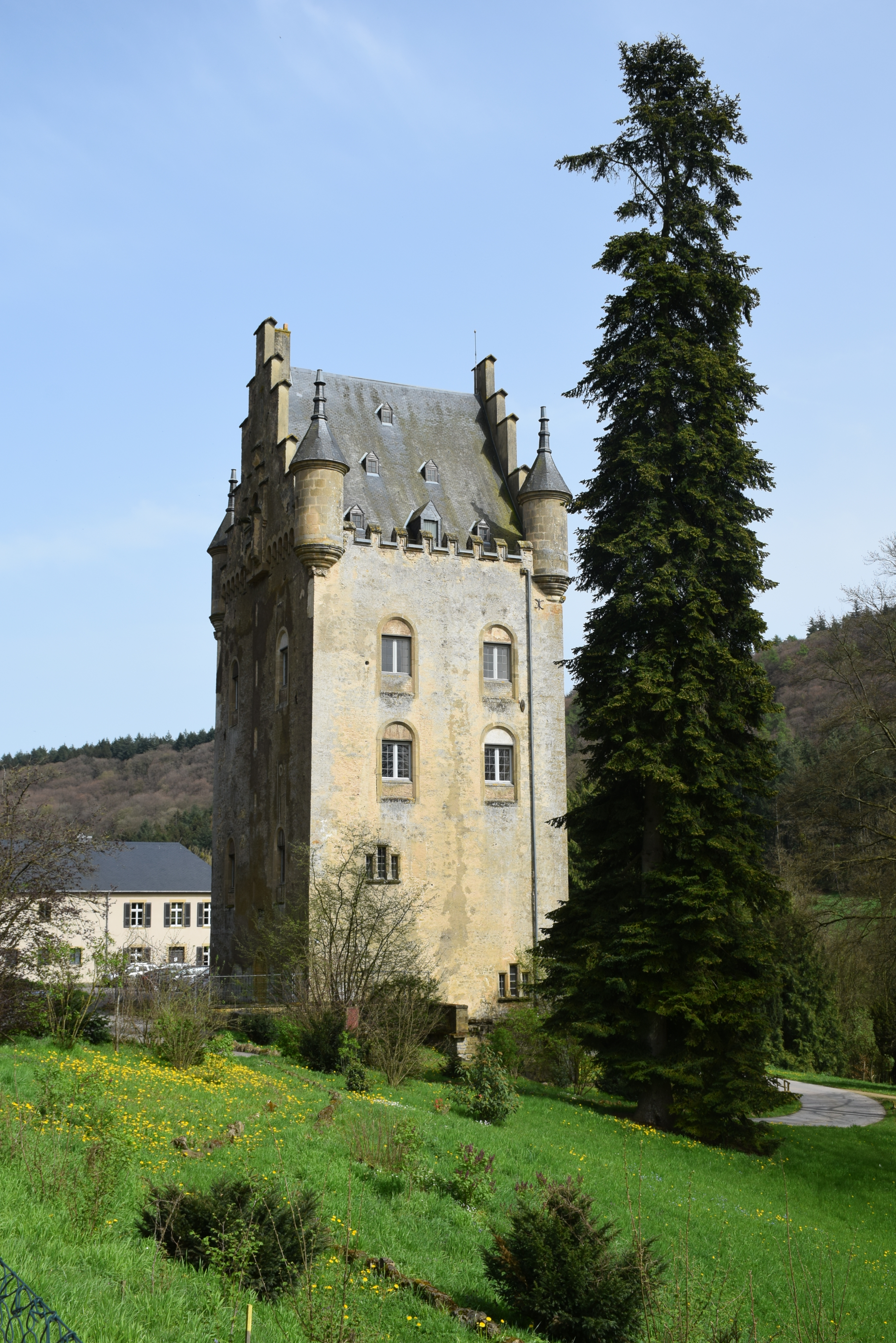
Le château de Schoenfels, au Luxembourg, dont Auguste Goethals a hérité en 1846 à la mort de son beau-père, Jacques Engler.

Auguste Charles Antoine Louis Goethals, né à Turin le 17 janvier 1812, est le fils du général Charles Goethals et d'Augustine Husmans de Merbois. Il épouse le 8 juin 1836, Mathilde Engler, seule enfant du sénateur Jacques Engler et le beau-père de Louis de Jonghe d'Ardoye (nl). Ils ont deux filles : Marie, née le 30 mai 1837 à Bruxelles et Valentine, née le 14 novembre 1841 dans la même ville. Lors du décès de son beau-père en 1846, Auguste Goethals devient propriétaire du château de Schoenfels, au Grand-duché de Luxembourg. En 1870, il y fait construire une maison de maître à côté du donjon, où il réside avec sa famille.
Dans la sphère privée, il était passionné de musique classique et a organisé chez lui en son hôtel de l'Avenue des Arts un certain nombre de concerts. De même, il faisait partie de la franc-maçonnerie.
À la suite de son décès à Bruxelles le 30 décembre 1888, ses funérailles sont célébrées le 2 janvier 1889 à l'église de Saint-Josse-ten-Noode et il est inhumé à Rhode-Sainte-Genèse.

### Carrière militaire
À la fin des années 1820, Auguste Goethals commence des études de droit à l'université de Gand, alors dans le royaume uni des Pays-Bas. Suivant l'exemple de son père, il s'engage dans la nouvelle armée belge lors de la révolution belge et de la guerre belgo-néerlandaise et y devient lieutenant en octobre 1830. En août 1831, il participe avec son régiment à la campagne des Dix-Jours. En récompense de sa vaillance, il est promu capitaine en octobre 1831. De 1831 à 1841, il est l'aide de camp de son père, le général Goethals. En 1844, il est nommé officier d'ordonnance du roi Léopold Ier. En 1847, il devient aide de camp aide de camp du duc de Brabant, le futur Léopold II. Il est promu major en 1845 au 12e régiment de ligne. Il devient ensuite lieutenant-colonel et colonel au régiment des Grenadiers qu'il ne quittera qu'en mai 1859 pour devenir général-major. Il devient aide de camp du roi Léopold II de Belgique à partir de son intronisation comme roi régnant en décembre 1865.
En 1872, il commande la 4e division d'infanterie, et fait partie du Conseil des études de l'École de guerre. Il prend sa pension en janvier 1877.

### Carrière politique
À la suite de sa nomination de ministre de la Guerre le 13 décembre 1866, il essaie de faire adopter différents projets de réorganisation militaire avec son parti, le parti de la liberté et du progrès. Ayant rencontré l'opposition de la Chambre des représentants, il remet sa démission en janvier 1868. Il écrit ensuite un certain nombre d'ouvrages militaires sur les politiques militaires internationales et les rapports entre l'armée et la société.

## Distinctions
Les distinctions suivantes lui ont été décernées :
- Grand cordon de l'ordre de Léopold (en 1877).
- Grand-croix de l'ordre impérial de Léopold d'Autriche.
- Grand-croix de l'ordre de la Couronne d'Italie.
- Grand-croix de l'ordre du Christ
- Commandeur de la Légion d'honneur (France).
- Commandeur de l'ordre de la Maison ernestine de Saxe.
- Commandeur de l'ordre d'Albert le Valeureux (Saxe).

## Publications
- L'armée. Quelques considérations sur ses rapports avec la société, Brussel, 1871
- Een wenk ter hervorming van ons leger in ware volkszin, Brussel, 1872
- Du servide militaire au point de vue de l'équité pour tous, Brussel, 1872.